# Maite Perroni
Maite Perroni Beorlegui (Città del Messico, 9 marzo 1983) è un'attrice e cantautrice messicana.
È conosciuta per aver recitato in Rebelde, Cuidado con el angel e Mi pecado. Ha raggiunto la fama internazionale come membro del gruppo pop RBD nominato ai Latin Grammy. Univision ha nominato Maite Perroni come la nuova regina del Telenovelas nel 2009.

## Biografia
Maite Perroni Beorlegui è nata a Città del Messico ed è cresciuta nella città di Guadalajara, Jalisco dove si è trasferita dall'età di undici mesi.
Perroni ha studiato recitazione a Televisa, nel Centro de Educación Artistica (CEA) nel 2000. Ha origini italiane e spagnole.
Il 9 ottobre del 2022 si è sposata con Andres Tovar in Valle De Bravo.
Il 6 gennaio del 2023 ha annunciato che aspettava la sua prima bimba.
Lía Tovar Perroni, sua figlia è nata a maggio del 2023 negli Stati Uniti.

## Carriera
Ha recitato in diverse opere teatrali, come in Las cosas simples, Los enamorados e Usted tiene ojos de mujer fatal. Nel 2004 entra a far parte del cast della telenovela Rebelde, dove ha interpretato Lupita. Insieme a questa telenovela, si unisce al gruppo pop RBD.
Dopo il successo di Rebelde, nel 2007 Televisa gira RBD: La Familia, con protagonisti i membri del gruppo RBD. I personaggi della sit-com non si basavano sui personaggi della band in Rebelde, ma erano simili ai personaggi reali degli attori. RBD: La Familia è stato il primo spettacolo messicano girato interamente in alta definizione.
Testimonial per i cosmetici "NYX", nel 2007 è stata messa in commercio una bambola "Barbie" basata sul personaggio da lei interpretato in Rebelde.
Nel 2008, Maite recitato come protagonista nella telenovela Cuidado con el angel con l'attore WIlliam Levy. Lo spettacolo ebbe grande successo in tutto il mondo. Ha recitato nel suo secondo ruolo da protagonista in Mi Pecado con Eugenio Siller.
Ha fatto parte della terza stagione della serie televisiva Mujeres Asesinas 3 nel sesto episodio chiamato "Las blancos viudas" con Diana Bracco, Luz María Aguilar e Mark Tacher.

## Carriera musicale
Perroni è stata membro della band RBD, che è stata lanciata dal successo della telenovela Rebelde. Ad oggi RBD ha inciso 9 album in studio, inclusi album in spagnolo, portoghese e inglese. Al 2004 hanno venduto più di 17 milioni di copie digitali e circa 30 milioni di copie in tutto il mondo. Hanno fatto vari tour internazionali, tra cui spettacoli in tutta l'America Latina e in Europa.
Maite ha composto Tal Vez Mañana, per il quarto album in spagnolo degli RBD, Empezar Desde Cero.
Per il suo ruolo nella telenovela Cuidado con el angel, Perroni ha registrato tre canzoni Esta Soledad, Separada de Ti, e Contigo. Ha registrato una canzone con il gruppo Reik, intitolato Mi Pecado, che è stata usata come sigla di apertura per la telenovela, Mi Pecado.
Ha recentemente registrato una canzone con Marco di Mauro A Partir de Hoy, che fa parte della colonna sonora musicale della telenovela Triunfo del amor.

## Premi e riconoscimenti
Nel 2006 ha vinto il suo primo premio ai TVyNovelas Awards, insieme ai suoi compagni del gruppo RBD, come "Best Theme Song". Nel marzo 2009, Maite ha vinto come "Best Young Actress in a Leading Role" per la sua performance nella telenovela Cuidado con el angel.
Ha vinto il premio come "Female revelation of the decade".
Ha vinto il premio per "La chica que me quita sueno" Premios Juventud (Univision) nel 2009.
È stata nominata una delle più sexy e più belle latine dalle riviste OK,Quien, H para Hombres, Caras e Maxim.
Nel 2009, era nella top ten della lista "Los 50 Más Bellos", condividendo la copertina della rivista People en Español con Eva Longoria e Ana Barbara. Ha fatto parte della stessa lista nel 2010 e nel 2011. È stata chiamata "Queen of telenovelas" dai suoi fan e da Univision.

## Filmografia

### Cinema
- Dibujando el cielo, regia di Ana Laura Calderón (2018)
- Doblemente embarazada, regia di Koko Stambuk (2019)
- Sin ti no puedo, regia di Chus Gutiérrez (2022)

### Televisione
- Rebelde – telenovela (2004-2006)
- RBD: La Familia – telenovela (2007)
- Lola, érase una vez – telenovela (2007)
- Cuidado con el angel – telenovela (2008-2009)
- Mi pecado – telenovela (2009)
- Mujeres asesinas – serie TV, episodio 3x04 (2010)
- Triunfo del amor – telenovela (2010-2011)
- Cachito de cielo – telenovela (2012)
- La Gata – telenovela (2014)
- Antes muerta que Lichita – telenovela (2015-2016)
- Papá a toda madre – telenovela (2017-2018)
- El juego de las llaves – serie TV, 10 episodi (2019-in corso)
- Herederos por accidente – telenovela (2020)
- Oscuro desiderio (Oscuro deseo) – serie TV, 33 episodi (2020-2022)
- Che fine ha fatto Sara? (¿Quién mató a Sara?) – serie TV, 1 episodio (2022)
- Tríada - serie TV, 8 episodi (2023)

### Doppiaggio
- Di in Pedro: Galletto coraggioso

## Discografia

### Album in studio
- 2013 – Eclipse de Luna

### Singoli
- 2013 – Tú y Yo
- 2013 – Eclipse de Luna
- 2014 – Vas a Querer Volver
- 2014 – Todo Lo Que Soy (con Alex Ubago)
- 2016 – Adicta
- 2017 – Loca (con Cali y el Dandee)
- 2018 – Como Yo Te Quiero (con Alexis & Fido)
- 2018 – Bum Bum Dale Dale (con Reykon)

### Altri brani
- 2009 – Mi Pecado (con Reik)
- 2011 – A Partir De Hoy (con Marco Di Mauro)
- 2012 – Te Daré Mi Corazón (singolo promozionale dalla colonna sonora di Cachito de cielo)
- 2017 – Así Soy (cover di This Is Me dalla colonna sonora di The Greatest Showman)